# Knights of Cydonia
Knights of Cydonia è un singolo del gruppo musicale britannico Muse, pubblicato il 27 novembre 2006 come terzo estratto dal quarto album in studio Black Holes & Revelations.

## Descrizione
La canzone è in stile cavalcata rock e ricorre spesso a cori in falsetto. Presenta un omaggio a Telstar, canzone di successo dei The Tornados, gruppo nel quale militava il padre di Matthew Bellamy, George. Knights of Cydonia è stata giudicata dalla rivista musicale Rolling Stone una della canzoni migliori del 2006 insieme ai primi due singoli Supermassive Black Hole e Starlight. Il singolo ha riscosso un buon successo nel Regno Unito, entrando nella Top 10 dei singoli più venduti.
Nel 2010 è stato votato, classificandosi al quinto posto dalla rivista Total Guitar, come uno dei riff più belli degli ultimi dieci anni; un altro singolo del gruppo, Plug in Baby, apparve alla prima posizione della medesima classifica.

## Video musicale
Il video musicale, diretto da Joseph Kahn e girato in Romania e Londra, mostra un cortometraggio ambientato nell'antico west. Durante le varie battaglie dei protagonisti vengono utilizzate armi futuristiche con raggi laser simili a quelle utilizzate nella saga di Guerre stellari. Nei titoli di testa del video appare come data di realizzazione del filmato il 1881 in numeri romani (in una notazione non del tutto corretta, viene infatti riportato MCLMXXXI invece di MDCCCLXXXI, probabilmente a causa di un errore, infatti in una versione del video la data riportata è identica a quella dei titoli di coda) mentre nei crediti dei titoli di coda come data di realizzazione viene riportato il 1981, data sempre espressa in numeri romani (MCMLXXXI). Il gruppo appare in varie scene sotto forma di ologramma. La visione del video era inizialmente disponibile su Myspace solamente dagli indirizzi IP di utenti registrati negli Stati Uniti d'America. Il video fu censurato per la presenza di una forte scena di sesso tra il protagonista maschile, l'attore inglese Russ Bain e l'attrice Cassandra Bell che interpreta il ruolo della ragazza con la pistola. La versione integrale del video è disponibile sul sito del regista.
Come in altri video del gruppo, i riferimenti cinematografici legati a Knights of Cydonia sono molteplici. La Statua della Libertà parzialmente distrutta e semi-sotterrata nel deserto è un omaggio al film Il pianeta delle scimmie del 1968; le mosse di arti marziali sono un omaggio alla serie televisiva degli anni settanta Kung Fu; le armi futuristiche e le ambientazioni oltre ad essere un omaggio alla saga di Guerre stellari sono ispirate ad altri vari film di fantascienza tra i quali Interceptor del 1979, Blade Runner del 1982 e Matrix del 1999. Durante le riprese del video, dei riferimenti ad altri quindici film sono stati resi criptici per permettere ai fan di scoprirli e di comunicarli attraverso il sito ufficiale del video. Al vincitore sarebbe andato in premio un poster ufficiale del cortometraggio. Successivamente il video fu pubblicato con le scene precedentemente censurate.

## Colonna sonora
Il singolo appare nella lista tracce del videogioco musicale Guitar Hero III: Legends of Rock, disponibile per Xbox 360, PlayStation 2, PlayStation 3, Wii, PC e Mac.

## Tracce
CD promozionale (Regno Unito)
1. Knights of Cydonia (Radio Edit) – 4:50

CD singolo (Regno Unito)
1. Knights of Cydonia – 6:06
2. Supermassive Black Hole (Live) – 3:51

7" (Regno Unito)
- Lato A

1. Knights of Cydonia – 6:06

- Lato B

1. Assassin (Grand Omega Bosses Edit) – 5:19

DVD (Regno Unito)
1. Knights of Cydonia (Video)
2. Knights of Cydonia (Making of the Video)
3. Knights of Cydonia (Audio) – 6:06

Download digitale
1. Knights of Cydonia – 6:07
2. Knights of Cydonia (AOL Session) – 6:28
3. Supermassive Black Hole (Live from Lisbon) – 3:50
4. Assassin (Grand Omega Bosses Edit) – 5:18

## Formazione
Gruppo
- Matthew Bellamy – voce, chitarra, tastiera
- Chris Wolstenholme – basso, cori
- Dominic Howard – batteria, percussioni

Altri musicisti
- Marco Brioschi – tromba

Produzione
- Rich Costey – produzione, ingegneria del suono, missaggio, registrazione
- Muse – produzione, registrazione aggiuntiva
- Vlado Meller, Howie Weinberg – mastering
- Claudius Mittendorfer – assistenza tecnica, registrazione, assistenza missaggio
- Tommaso Colliva – assistenza tecnica, registrazione aggiuntiva
- Myriam Correge, Ross Peterson, Eddie Jackson, Ryan Simms – assistenza tecnica
- Max Dingle – assistenza missaggio

## Classifiche
| Classifica (2006)         | Posizione massima |
| ------------------------- | ----------------- |
| Belgio (Fiandre)          | 52                |
| Belgio (Vallonia)         | 52                |
| Norvegia                  | 20                |
| Paesi Bassi               | 91                |
| Stati Uniti (alternative) | 10                |